# Bucephala
Bucephala ist eine Gattung aus der Familie der Entenvögel (Anatidae), die drei Arten umfasst. Es handelt sich um spezialisierte Tauchenten, die den Sägern (Mergus) verwandtschaftlich nahestehen. Der Gattungsname kommt aus dem Altgriechischen von βουκεφαλος boukephalos „stierköpfig“: βους bous „Ochse, Stier, Kuh, Rind“ und κεφαλη kephalē „Kopf“; siehe auch Bukephalos.

## Merkmale
Das Oberkopf- und Nackengefieder ist insbesondere bei den Männchen haubenförmig verlängert. Der Schnabel ist verhältnismäßig kurz und an der Basis höher als breit. Der Nagel (die oft farblich abgesetzte, hornverstärkte Schnabelspitze) ist meist größer als bei den Tauchenten der Gattung Aythya. Das Nasenloch liegt – vor allem bei den beiden europäischen Arten – näher bei der Spitze. Der gerundete Schwanz besteht aus 16 relativ steifen Steuerfedern. Die 10. Handschwinge weist eine eingeschnittene Innenfahne auf, die Außenfahne der 9. Handschwinge ist leicht gekerbt.
Im Brutkleid liegt ein deutlicher Sexualdimorphismus vor. Die Männchen sind auffällig schwarz-weiß gefärbt, wobei die schwarzen Partien einen metallischen Glanz tragen. Die Weibchen sind überwiegend grau oder graubraun gefärbt. Der Kopf ist dunkelbraun und es zeigen sich einzelne weiße Partien.
Vögel aller drei Arten weisen starkes Territorialverhalten auf, sowohl was Mitglieder der eigenen als auch die anderer Arten angeht. Die Enten finden sich nach der Brut vor allem in größeren flachen Seen in borealen Wäldern oder in baumreichen Gebieten der Tundra. Das Nest wird in Baumhöhlen oder lokal in Felsspalten angelegt, aber nie freistehend. Die Nahrung wird tauchend erbeutet, wobei sich die Enten nach Art der Säger unter Wasser ohne Einsatz der Flügel fortbewegen.

## Verbreitung
Die Verbreitung der drei Arten liegt auf der nördlichen Halbkugel. Das Vorkommen der Büffelkopfente ist auf den Nordwesten der Nearktis begrenzt. Die Spatelente hat ihr Hauptvorkommen im Nordwesten Amerikas und einige Reliktvorkommen im Bereich des nordwestlichen Atlantiks. Die Schellente ist als Brutvogel in der Taigazone der nördlichen Hemisphäre zu finden. Überwinterungsgebiete liegen vor allem an der Küste des Golfs von Mexiko, bei der Schellente auch im zentralen Eurasien.

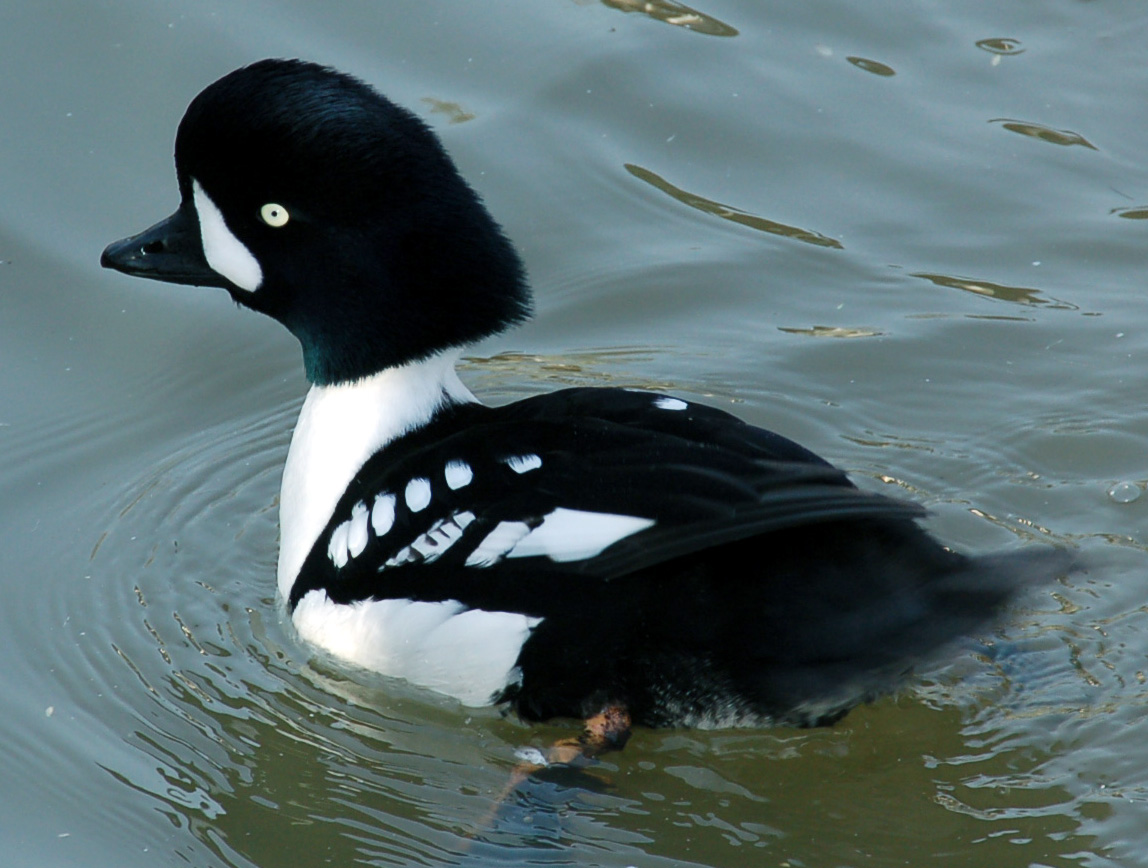
Spatelente
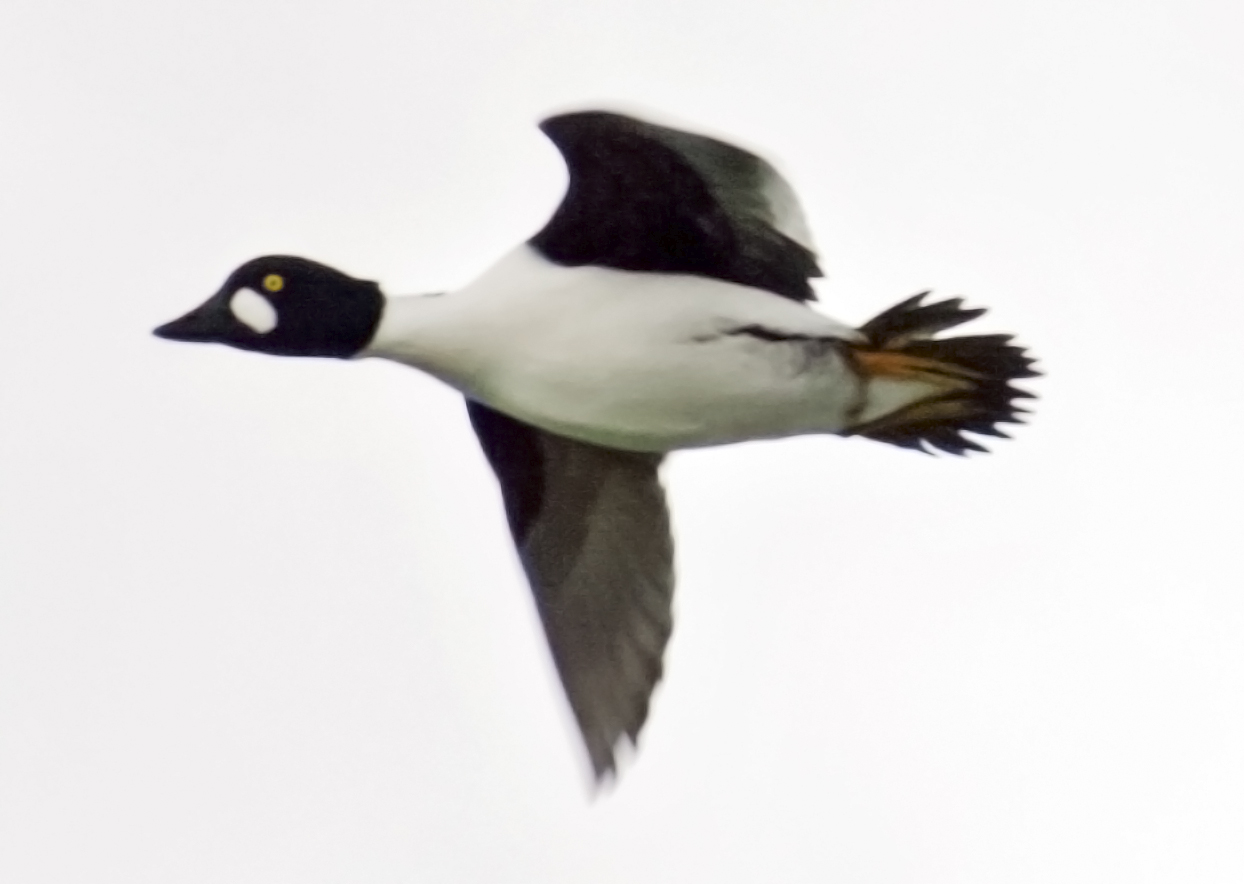
Schellente

## Arten
- Spatelente (Bucephala islandica)
- Schellente (Bucephala clangula)
- Büffelkopfente (Bucephala albeola)